# روز هشتم هفته
روز هشتم هفته (لهستانی: Ósmy dzień tygodnia) یک فیلم درام لهستانی-آلمانی به کارگردانی الکساندر فورد است که در سال ۱۹۵۸ منتشر شد.

## گزیدهٔ بازیگران
- زونیا تسیمان
- زبیگنیف سیبولسکی
- تادئوش اومنیتسکی
- باربارا پوومسکا
- استانیسواف میلسکی
- ایلزه اشتپات
- امیل کاراویچ
- ویکتور گروتوویچ
- لئون نیمچیک
- ووجیمیش اسکوچیلاس
- لخ اُردن
- یان شفیدرسکی